# 小仁熊ダム

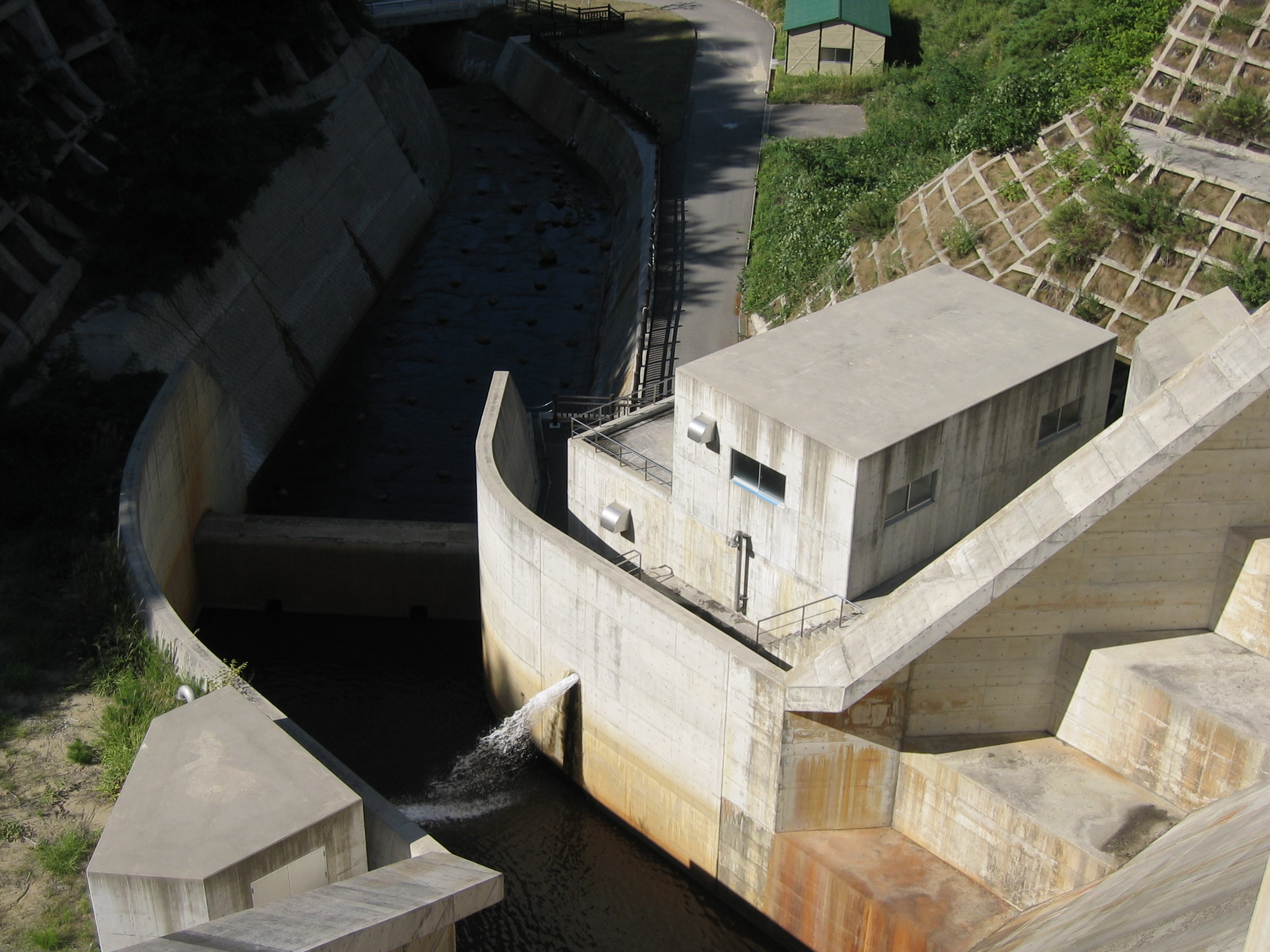
ダム直下の放流バルブ室

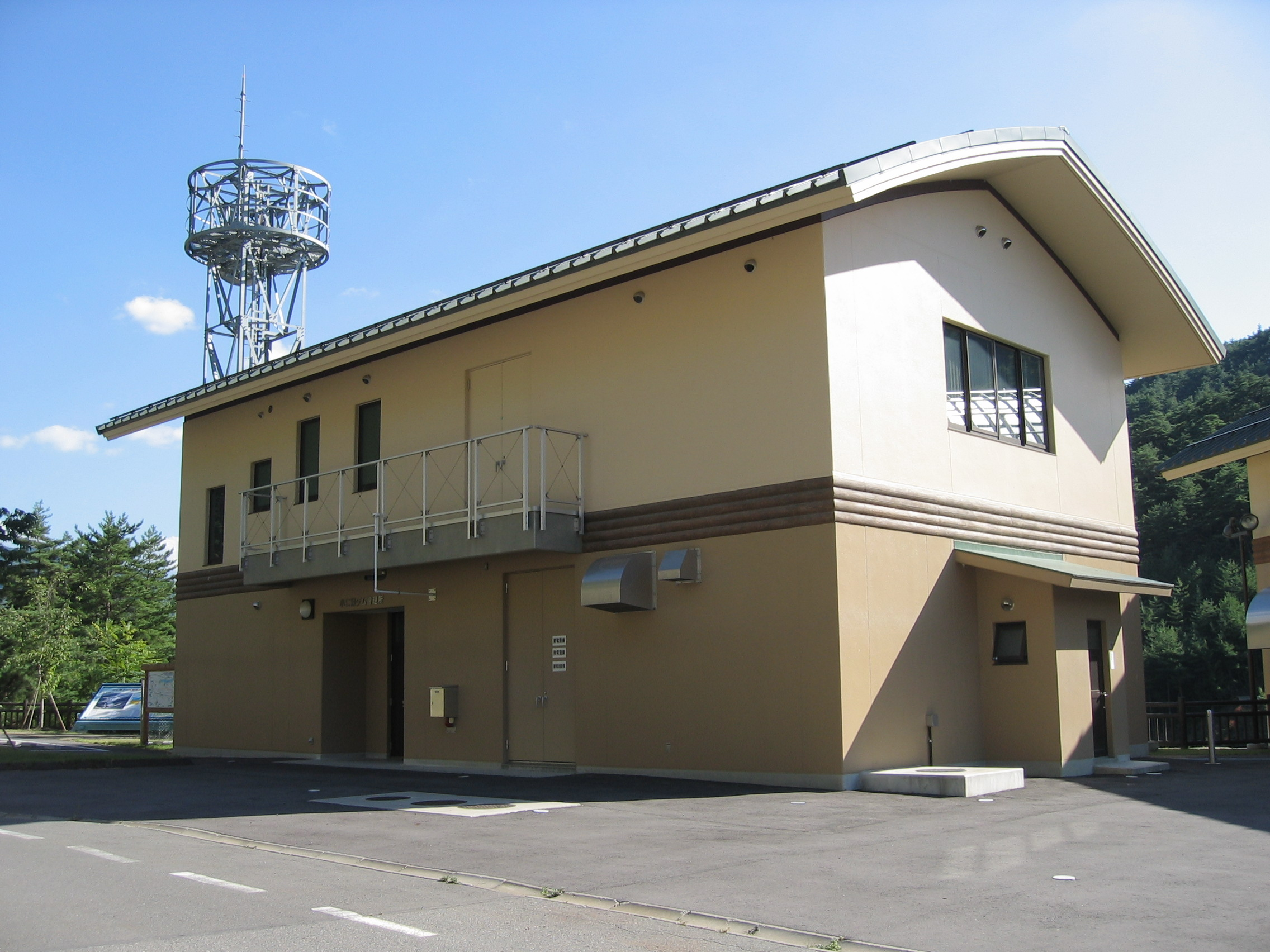
小仁熊ダム管理事務所

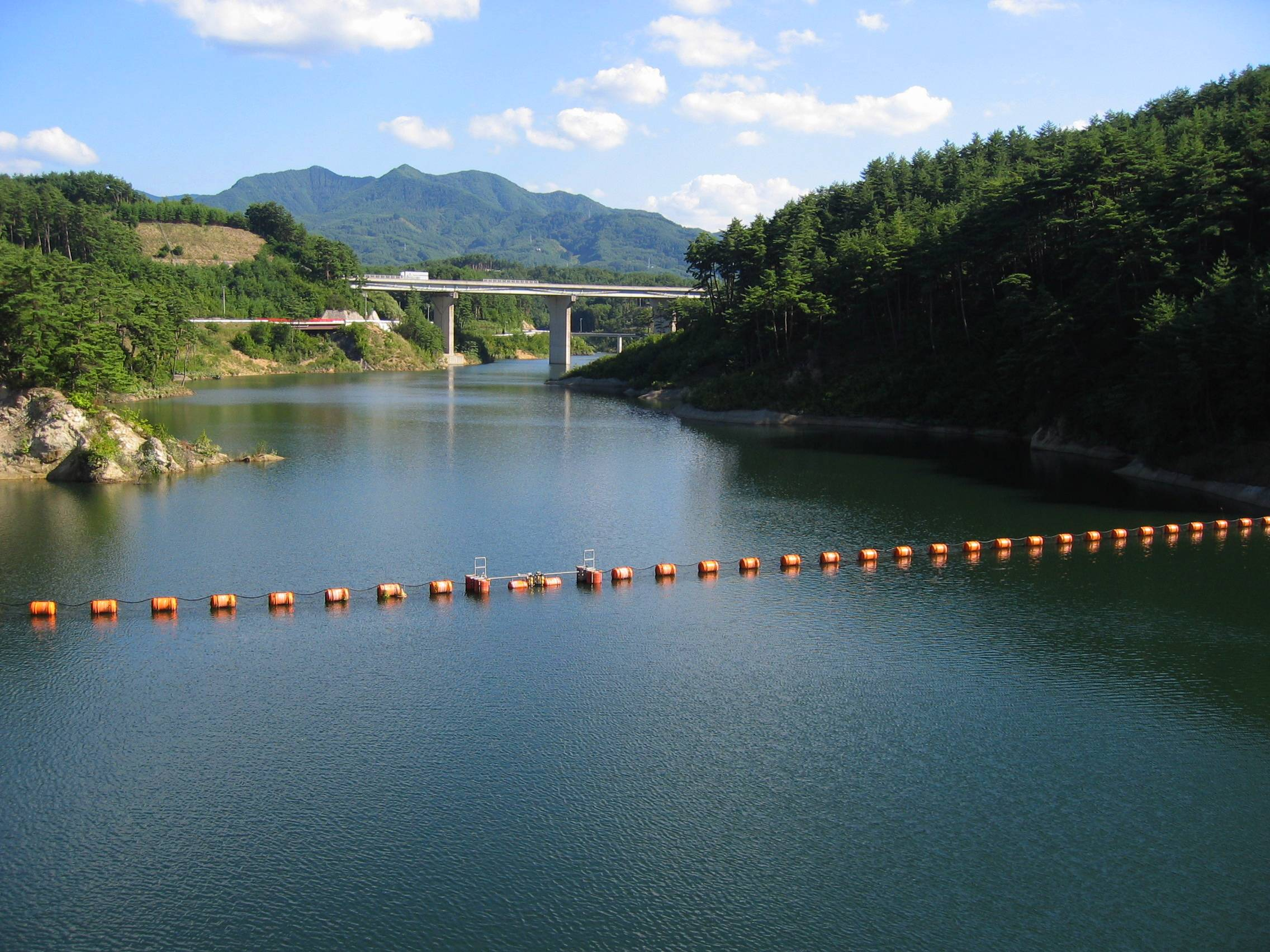
ダム湖には長野自動車道の橋が架かる

小仁熊ダム（おにくまダム）は、長野県東筑摩郡筑北村（旧本城村）富蔵地先、信濃川水系犀川の支流麻績川に注ぐ東条川の治水も兼ね、並行して流れる別所川の支流小仁熊川に建設されたダム。
富蔵ダム（とくらダム）という愛称をもつ、高さ 36.5 メートルの重力式コンクリートダムで、洪水調節、不特定利水、周辺地域への上水道用水供給を目的とした多目的ダムである。

## 歴史
筑北村（旧本城村・坂北村・坂井村）が位置する筑北盆地は、長野県内でも比較的降雨量の少ない地域ではあったが、台風の接近などにより大雨が降ると東条川が出水、しばしば水害をもたらしてきたことから、かねてより治水対策が求められてきた。また、長野自動車道が開通し麻績インターチェンジの設置に伴って松本市、安曇野市等からのアクセスが向上したことにより、宅地開発が進み、上水道用の水源確保も急務とされた。
長野県はこれを受け、筑北ダム建設事務所（のちの奈良井川改良事務所）を置き筑北盆地の抜本的な治水・利水事業を計画。麻績川を境として以南では小仁熊川に小仁熊ダムを、以北では宮川に北山ダムの建設に着手した。
東条川総合開発事業としては、ダムを東条川の本線上ではなく、並行して流れる別所川の支流、小仁熊川に建設。その上で東条川に分水ぜきを設け、東条川を流下する大水の一部を総延長2.8kmの導水路で小仁熊ダムへと導くことで複数の河川の治水を行う。このトリッキーな治水計画の背景として、東条川流域がすでに集落が密集しており、さらにJR 篠ノ井線が並行して走っているとあって大規模なダム建設はおろか河川改修すら容易ではなかったことが挙げられる。
1983年（昭和58年）から1988年（昭和63年）にかけて実施計画調査が行われ、1989年（平成元年）より建設工事着工。東条川分水ぜきと、導水路2,808m（うち開水路2,133m、JR線をくぐるトンネル675m）の建設工事、そしてダム湖に沈むことになる道路の代替となる新道の敷設工事が並行して行われ、1998年（平成10年）3月ダム本体工事に着手、1999年（平成11年）9月よりコンクリートの打設を開始し、11月9日に関係者170名を招き定礎式が執り行われた。コンクリート打設工事は2000年（平成12年）12月に完了し、平成14年10月8日より試験湛水開始。2003年（平成15年）8月に完成した。

## 諸問題
2000年（平成12年）10月26日に長野県知事に田中康夫が就任し、多くのダムを始めとする公共事業の凍結・見直しが行われたが、小仁熊ダムはその本体工事着手が1998年であったことから、脱ダム宣言後も順調に建設工事が続けられた。
ダム建設地点はちょうど旧炭坑跡地であり、コンクリート充てんによる止水対策が急所となったが、この作業に労を費やすこととなり、工期は延長、事業費は1989年当初の見込み62億円の3倍以上、215億円となった。
また、試験湛水時にダムより上流300メートル先でクラック（ひび割れ）が発生し、道路が一部通行止めとなったというアクシデントも発生している。

## 周辺
小仁熊ダムは、長野自動車道麻績インターチェンジを下り国道403号から別所地区方面に進んだ先にある。ダム右岸にダム管理事務所があり、堤頂は歩道として開放。公園には「愛称 富蔵ダム」と刻まれた石碑が建てられている。ダム湖には長野自動車道の橋がかけられており、この上を走る車は車窓から小仁熊ダムを眺めることができる。
周辺にはスポーツレジャー施設であるやすらぎスポーツ広場、道の駅さかきた、西条温泉などがある。